# جون غان
جون غان (19 يوليو 1876 في المملكة المتحدة - 21 أغسطس 1963) (بالإنجليزية: John Gunn)‏ هو لاعب كريكت بريطاني (وحمل سابقاً جنسية المملكة المتحدة لبريطانيا العظمى وأيرلندا). شارك مع منتخب إنجلترا للكريكت.

## وصلات خارجية
- جون غان على موقع إي آس بي آن كريك إنفو (الإنجليزية)